# Liste der Monuments historiques in Moustéru
Die Liste der Monuments historiques in Moustéru führt die Monuments historiques in der französischen Gemeinde Moustéru auf.

## Liste der Bauwerke
| Bezeichnung       | Beschreibung              | Standort | Kennzeichnung | Schutzstatus | Datum | Bild           |
| ----------------- | ------------------------- | -------- | ------------- | ------------ | ----- | -------------- |
| Kreuz             | 1748                      | (Lage)   | PA00089344    | Inscrit      | 1926  | weitere Bilder |
| Kirche Notre-Dame | Erbaut im 16. Jahrhundert | (Lage)   | PA00089345    | Inscrit      | 1925  | weitere Bilder |

## Liste der Objekte
- Monuments historiques (Objekte) in Moustéru in der Base Palissy des französischen Kultusministeriums